# Hunter (беспилотный вертолёт)
Hunter (с англ. «охотник») — белорусский разведывательно-ударный беспилотный вертолёт производства КБ «Беспилотные Вертолёты» (бывшая «Индела»). Может применяться в составе российской беспилотной авиационной системы БАС-750.

## История
Аппарат был презентован 23 июня 2021 года, в первый день международной оружейной выставке «MILEX—2021» в Минске. Вместе с ним дебют был и у броневика Volat V2. На первом показе символическую ленточку перерезали Председатель Госкомвоенпрома Дмитрий Пантус, главный конструктор КБ «Беспилотные Вертолеты» Владимир Чудаков и Председатель Президиума НАН Беларуси Владимир Гусаков.
Испытания дрона, по состоянию на июнь 2022 года, все ещё продолжались.

## Описание

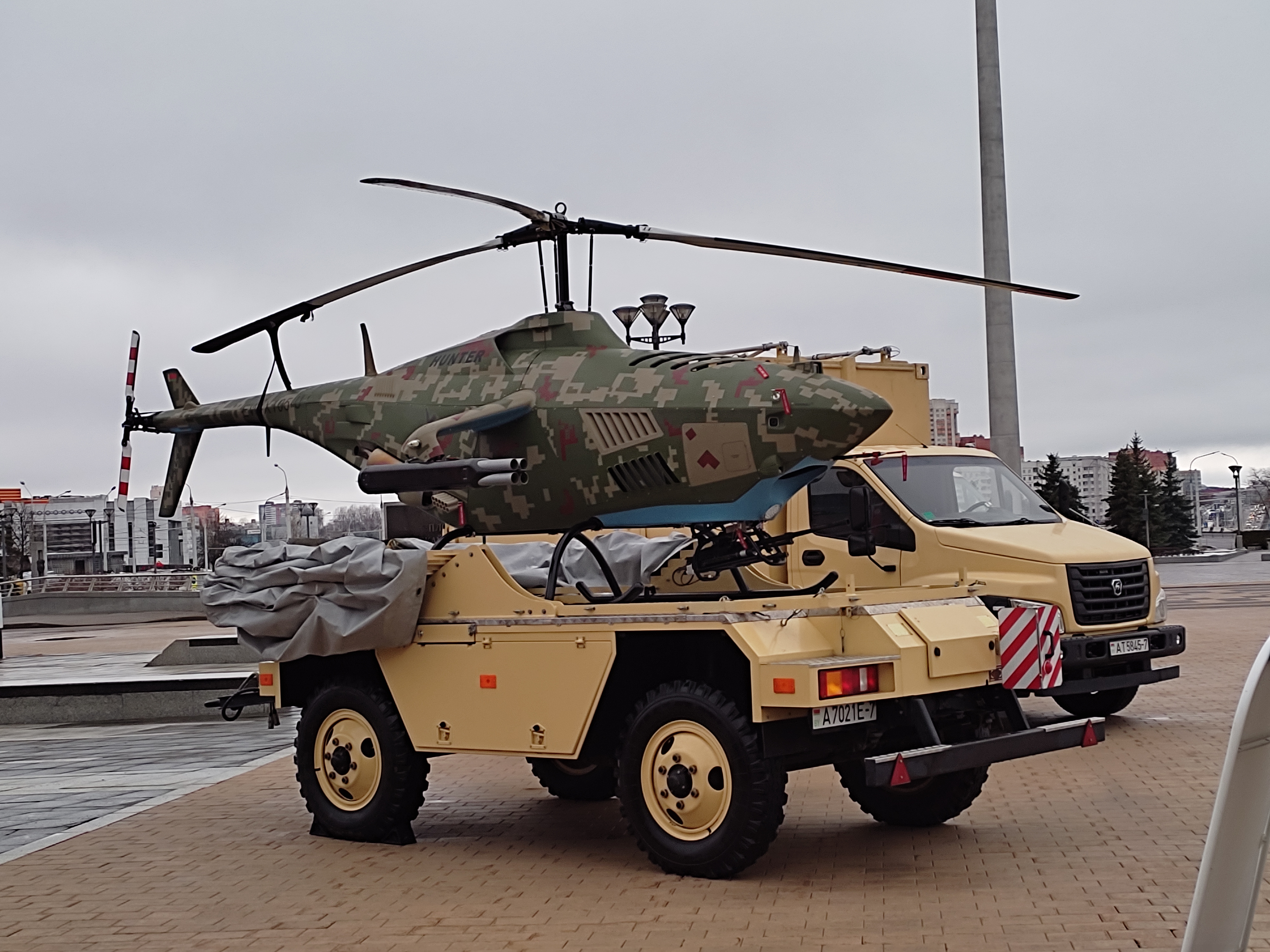
На выставке «Беларусь интеллектуальная», БелЭкспо, 20 января 2023.

### Общее
Беспилотник предназначен для работы в городских условиях. Основной задачей является уничтожение огневых точек противника в труднодоступных местах.
К бортовой защите дрона относятся станция защиты от радиолокационных ракет, станция радиационного предупреждения и барьерный радар. Навигация осуществляется оптико-электронной инерциальной системой, метеорологической радиолокационной станцией и радиовысотомером. Управление аппарата осуществляется на наземной станции управления (НСК). Она способна управлять двумя беспилотными вертолётами одновременно для выполнения парных боевых вылетов, а также реализовать уникальные программные средства обработки и представления информации. В станцию входят передвижной пункт, внешний источник питания с бензиновым генератором и заправочная станция на 800 литров бензина.
Машина полностью роботизирована, оснащена 52 микроконтроллерами, внутри неё организована нейросеть. Для выполнения задачи ей нужно только задать цель и направление. Однако применение оружия дроном возможно исключительно при контроли человека.

### Вооружение
«Hunter» оснащён 7,62-мм пулемётом Калашникова танковой модификации с боекомплектом в 550 патронов, восемью 57-мм неуправляемыми ракетами и 16 противотанковыми бомбами. Пулемёт способен вести стрельбу до 1,5 км. Ракеты осуществляют залп на расстояние 1,8 км.

### Характеристики
Продолжительность полёта составляет 9 часов при максимальной скорости 180 км/ч. Предельная масса для взлета — 750 кг, из которых 200 может составлять полезный груз. Аппарата дрона, в зависимости от типа и расположения камеры, распознает транспорт на расстоянии 7—9,2 км, а человека — 4,5—6,2. Дальность целеуказания составляет 3 км.

## Экспорт
В июне 2022 года СМИ сообщили о грядущем появлении у ВС России ударных вертолётных беспилотников. Газета «Московский комсомолец» писала, что масса аппарата составит 750 кг при 200 кг полезной нагрузки. Как отметил главный редактор издания «Беспилотная авиация» Денис Федутинов, поскольку в России таких дронов нет, то речь может идти о закупке зарубежных моделей, а именно, беспилотного летательного аппарата «Hunter», который как раз подходит под опубликованные характеристики. По его словам, за последние годы белорусские разработчики сумели существенно развить свои компетенции в области беспилотной техники, поэтому для россиян их опыт был бы ценен в развитии отечественной продукции. Федутинов упомянул, что ранее специалисты из Белоруссии привлекались к работе над более лёгким российским вертолётным дроном БАС-200.
В августе на международном военно-техническом форума «Армия-2022» была презентована универсальная беспилотная авиационная система БАС-750 от холдинга «Вертолёты России». Глава корпорации «Ростех» Сергей Чемезов заявил, что это «совместный проект с нашими белорусскими партнёрами».